# Eugenia Sacerdote de Lustig
Eugenia Sacerdote de Lustig (9 tháng 11 năm 1910 – 27 tháng 11 năm 2011)  là một bác sĩ người Argentina gốc Ý. Bà là người đầu tiên thử nghiệm vắc-xin bại liệt ở Argentina và đã xuất bản hơn 180 tác phẩm.

## Sự nghiệp khoa học
Năm 1929, Sacerdote de Lustig quyết định học ngành y ở Ý, vào thời điểm phụ nữ không chọn nghề này. Cùng với người anh em họ đầu tiên Rita Levi-Montalcini, bà là một trong bốn phụ nữ đầu tiên không thể quên giới tính của mình khi họ được dạy với 500 người đàn ông. Sự nghiệp của bà rất khó khăn; mặc dù vậy, cô đã được giáo sư Giuseppe Levi chọn làm trợ lý giáo sư mô học tại Đại học Torino. Với sự phát triển của chủ nghĩa phát xít, bà mất việc vì là người Do Thái. Chủ nhân của chồng bà đã sắp xếp cho họ di cư, cùng con gái đến Argentina vào năm 1939. Ở Argentina trình độ của bà cho phép bà nghiên cứu nhưng không dạy. Bà trở thành chủ tịch của mô học tại Đại học Buenos Aires, nuôi cấy tế bào sống trong ống nghiệm, một kỹ thuật cho phép nghiên cứu các loại virus và khối u khác nhau.
Khi dịch bệnh bại liệt xảy ra, Sacerdote de Lustig được Tổ chức Y tế Thế giới gửi sang Hoa Kỳ để tìm hiểu về công việc của giáo sư Jonas Salk. Khi trở về Argentina, bà đã tiêm phòng tại nơi công cộng và làm điều tương tự với các con của mình để thuyết phục dân chúng về lợi ích của vắc-xin bại liệt.
Từ năm 1989, bà đã nghiên cứu vai trò của các gốc tự do và stress oxy hóa ở những bệnh nhân sống chung với bệnh Alzheimer, chứng mất trí nhớ mạch máu và bệnh Parkinson, mở rộng kiến thức cơ bản về các bệnh thần kinh.
Sacerdote de Lustig là một nhà nghiên cứu tại CONICET và là người đứng đầu ngành virus học tại Viện dữ liệu Malbrán. Trong hơn 40 năm, bà đã nghiên cứu các tế bào khối u trong Viện nghiên cứu Oncología Ángel H. Roffo. Bà tiếp tục làm việc trong phòng thí nghiệm vào những năm tám mươi, ngừng làm việc đó khi bị mù khiến bà không thể làm việc chính xác với kính hiển vi.
Có hơn 180 ấn phẩm khoa học của bà trong hồ sơ của Viện Ung thư Ángel H. Roffo, Viện nghiên cứu Malbrán và CONICET.